# Mahâsattva
Mahāsattva, mot sanskrit appartenant au vocabulaire du Bouddhisme mahāyāna, signifie littéralement « grand être ». C’est un grand bodhisattva pratiquant depuis très longtemps le bouddhisme et atteignant un niveau très élevé sur le chemin de l'éveil (bodhi). Le terme désigne généralement les bodhisattvas qui ont atteint au moins la septième des dix Terres de bodhisattvas (bodhisattvānām daśabhūmīḥ).
Sa traduction en chinois est Móhé sāduò 摩诃萨埵 (souvent simplifié en Móhésà 摩诃萨) ou Dashi 大士 ; en japonais, makasatsu ou daishi ; et en vietnamien ma ha tát.
Les huit Mahāsattvas les plus connus sont Mañjuśrī, Samantabhadra, Avalokiteśvara, Mahāsthāmaprāpta, Âkāśagarbha, Kṣitigarbha, Maitreya et  Sarvanīvaraṇaviṣkambhin.
Ces figures mythiques ne sont pas à être comprises comme des divinités ni à être considérées comme des dieux mais plutôt comme des manifestations symboliques ou imaginaires, comme des reflets glorieux de l’esprit éveillé.